# Triodontella congoana
Triodontella congoana är en skalbaggsart som beskrevs av Moser 1924. Triodontella congoana ingår i släktet Triodontella och familjen Melolonthidae. Inga underarter finns listade i Catalogue of Life.